# Letališče Kuusamo
Letališče Kuusamo (IATA: KAO; ICAO: EFKS) je letališče na Finskem, ki primarno oskrbuje Kuusamo.